# فرودگاه لاوریستن
فرودگاه لاوریستن  (به انگلیسی: Lauriston Airport) یک فرودگاه همگانی با کد یاتا CRU است که یک باند فرود آسفالت دارد و طول باند آن ۸۰۰ متر است. این فرودگاه در کشور گرنادا قرار دارد.

## شرکت‌های هواپیمایی و مقصدهای پروازی
| شرکت‌های هواپیمایی | مقصدهای پروازی |
| ----------------- | -------------- |
| اس‌وی‌جی ایر        | ماریس بیشاپ    |